# Cañadón Iglesia
Cañadón Iglesia es una localidad rural argentina del Departamento Gaiman en la provincia de Chubut. Se halla en las inmediaciones dela Ruta Nacional 25. Aunque no detentó un centro poblacional con forma de pueblo si conformó con chacras cercanas de la zona una localidad rural dispersa. Hoy es clasificada como población rural dispersa.

## Toponimia
Esta estación se denominó genéricamente como Kilómetro 161 por hallarse a esa distancia de Puerto Madryn. Luego, se le impuso mediante el decreto N.º 141.998, el nombre de Cañadón Iglesia. Sin embargo, ese nombre nunca fue registrado en los diferentes itinerarios e informes, ni siquiera apreció en la recopilación de nombre de estaciones de 1942 y apenas se registra en un mapa de 1962. Su nombre ferroviario tuvo incluso controversias en diferentes itinerarios la estación era nombrada como desvío Kilómetro 162 y en otros documentos, como en los horarios de 1955, volvía a aparecer como Kilómetro 161.

## Historia
La extensión a Gaiman fue concretada en 1909 y en octubre de 1911, algo prematuramente, fue anunciado que la línea iba a ser extendida. La compañía tenía fuerte presión por los colonos chubutenses para lograr la extensión. En 1913 esta presión alcanzó su nivel más alto cuando la Cía. Mercantil del Chubut, una cooperativa de chacareros vecinales, pidió una concesión para la construcción de un ferrocarril competitivo desde la desembocadura del río Chubut, cerca Rawson, hasta unos 100km en Boca de la Zanja. La obra se inauguró el 5 de noviembre de 1915 y posibilitó la llegada de la línea a Dolavon. El ferrocarril se mantuvo bajo explotación de compañías privadas hasta 1922, en que es transferido al Estado Nacional. El Estado sólo tuvo contrato de arrendamiento de doce meses desde 1 de noviembre de 1922 con el FCCC. Se intentó completar la compra total lo más pronto posible, pero el estado financiero era desastroso durante la mayoría de los años 1920. La compra formal fue efectiva solamente en 1936.
También, en 1922 se empezaba la última ampliación. Así se comenzó el ambicioso plan de extender la línea hasta el oeste. La conexión a la gran red sería por trocha angosta de 75 cm. Ante este plan se cambió la vía original del FCCC a trocha 75cm. Esto extendería el ferrocarril para formar una red más grande desde la línea a San Carlos de Bariloche hasta los ramales de Comodoro Rivadavia y Puerto Deseado. Sin embargo, los planes de ampliación murieron en marzo de 1924 con el último intento de ampliarlo con un plan que empalmaría con Esquel y de allí con la línea de Ingeniero Jacobacci, pero llegados los rieles a Alto Las Plumas, se informó que los trabajos quedan suspendidos y la línea en explotación ve mermando paulatinamente su movimiento ya que las nuevas extensiones prácticamente no le aportan mayor tráfico. Entre los pretextos que se expusieron para su paralización estuvieron la bajada del cañadón Las Plumas. La mala planificación de la trocha de 0.75, en desmedro de la 1 metro inglesa, hizo posible la bajada hacia Paso de Indios, pero imposible que las formaciones subieran hacia Las Plumas. Para complicar más la obra, todo el trazado hacia el oeste sería afectado por la falta de potencia para ascender hacia la cordillera dado que el poder de tracción se redujo a solo 180 toneladas; además de una velocidad promedio de 25 kilómetros por hora.

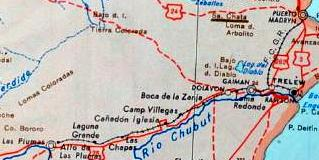
Mapa de los puntos más relevantes del ferrocarril en 1962 y de los pocos documentos que nombra a esta localdiad.

Como antecedente de nacimiento de la localidad es la creación de diversos pueblos el 11 de julio de 1921 mediante un decreto de carácter general del Poder Ejecutivo Nacional. En la resolución se dispuso que la Dirección de Tierras del Ministerio de Agricultura, previera reservas para la formación de pueblos en varios de los Territorios Nacionales.
Algunos años después, la localidad comenzó su vida gracias a la instalación de estación Cañadón Iglesia del Ferrocarril Central del Chubut en 1924. No obstante, el ferrocarril interrumpió su expansión hacia el oeste por mala planificación y Altos de Las Plumas se tornó como punta de rieles definitiva. Estas obras se detuvieron en 1924 cuando finalizaron prematuramente las obras de ampliación del ramal que habían comenzado desde la Dolavon hasta Paso de Indios. La idea era extender el ferrocarril hasta conectarlo con la Trochita.
El uso de la estación se la volvió marginal para el ferrocarril y recibió la categoría de embarcadero; la más básica de su tipo. El embarcadero desempeñaba los servicios de pasajeros y cargas. Para llevar a cabo sus tareas se valía de un apartadero de 696 metros de longitud. El informe aclara: "se emite guía, con indicación del embarcadero, a o de la estación más allá. Habilitado únicamente para el recibo de cargas con flete pagado en procedencia y para el despacho de cargas con flete a pagar en destino. Recibo y despacho cargas por vagón completo únicamente.
El sitió donde se levantó la estación estaba despoblado y a pesar de los recursos materiales que el ferrocarril explotó no impidieron que el tramo desde Cañadón Iglesia hasta la punta de riel en Las Plumas permaneciera ocioso para el servicio de pasajeros. De este modo, al no contar con población significativa esta extensa porción del ferrocarril fue considerada optativa de uso para subir y bajar pasajeros. La estación se mostró reducida a apeadero o simplemente clausurada en la mayoría de los informes e itinerarios. En cambió, el movimiento fuerte y constantes de la estación era generado  por las canteras cercanas de caolín, cal y piedra caliza. Por otro lado, este punto era de los pocos desvíos que brindaba funciones auxiliares para el personal ferroviario; dado que el posteo telefónico que acompañaba a los rieles tenía aquí un teléfono instalado en una garita para la comunicación con las centrales.
Un informe de 1951 confeccionado por la ex Gobernación Militar de Comodoro Rivadavia detalló las estaciones - localidades más importantes del ferrocarril y esta no fue mencionada a pesar de ser de tipo rural.
La estación y la localidad fueron retratados en diversos testimonios de los ferroviarios mediante el libro Los Ferroviarios que Perdimos el Tren. El relato permite entender que ya para mediados de siglo no había laguna alguna o no era potable para el funcionamiento del ferrocarril:

«Boca de la Zanja era la última estación donde la máquina podía tomar agua. Luego no había donde tomar agua. Por eso, en ese lugar se enganchaban vagones cisternas con agua potable para todas las estaciones hasta Altos de las Plumas (....) En Alto de Las Plumas terminaba el viaje y la vía en medio del desierto. No había una gran ciudad, puertos ni nada que justificara que se hubiera tendido el riel hasta ese lugar. Era como si una mano invisible hubiese estaqueado el progreso en medio de la meseta patagónica (...)
Peter Seibt

Uno de los últimos informes del Ferrocarril Patagónico efectuado en 1957 enumera las localidades significativas de todo el Ferrocarril Central del Chubut. La lista inicia desde Puerto Madryn hasta Dolavon. Sin embargo, las demás poblaciones desde Boca de la Zanja hasta Altos de las Plumas fueron clasificadas como rurales y con la simple descripción escasa población.
Esto se confirmo con un mapa efectuado en 1962 por el Instituto Geográfico Militar Argentino que describió las principales estaciones-localidades del ferrocarril y señaló nuevamente a todo el tramo desde Boca de la Zanja, incluyendo Cañadón Iglesia, a Altos de las Plumas baja importancia poblacional. Sin embargo, la localidad figuró en este documento en forma oficial junto con la denominación de Cañadón Iglesia, lo que asegura que para esos años ya era definitiva la denominación
Tras la finalización de operaciones en octubre de 1961 se acentuó exponencialmente el éxodo de la poca población que aun prevalecía. Su rápido despoblamiento en parte es explicado la languidez del funcionamiento del ferrocarril que en un principio se enlazaba con las estancias mediante pesadas chatas que acarreaban la producción a las estaciones más cercanas. Luego estas fueron reemplazadas por el camión que se desplazaba desde las estancias directamente hasta el puerto. Los servicios con camiones que eran vistos como rápidos, regulares y con un servicio puerta a puerta. Para completar la ecuación desfavorable las líneas patagónicas no tenían población significativa ni en la suma total de sus localidades.
Luego de la clausura definitiva del ferrocarril la traza permaneció algunos años, pero Onganía en su primer año inició el desmantelamiento con levantamiento de vías y otras infraestructuras entre 1969 y 1974. De este modo, se terminó haciendo irreversible la clausura.
Luego del cierre del ferrocarril, Cañadón Iglesia y su entorno rural no volvieron a ser aludidas por censos y estadísticas. Sin embargo, algunos mapas aun recogen el nombre del accidente geográfico homónimo como es el caso de Google Maps. Mientras que no hay ejemplos de mapas que ubiquen donde se hallaba su población o su exestación 

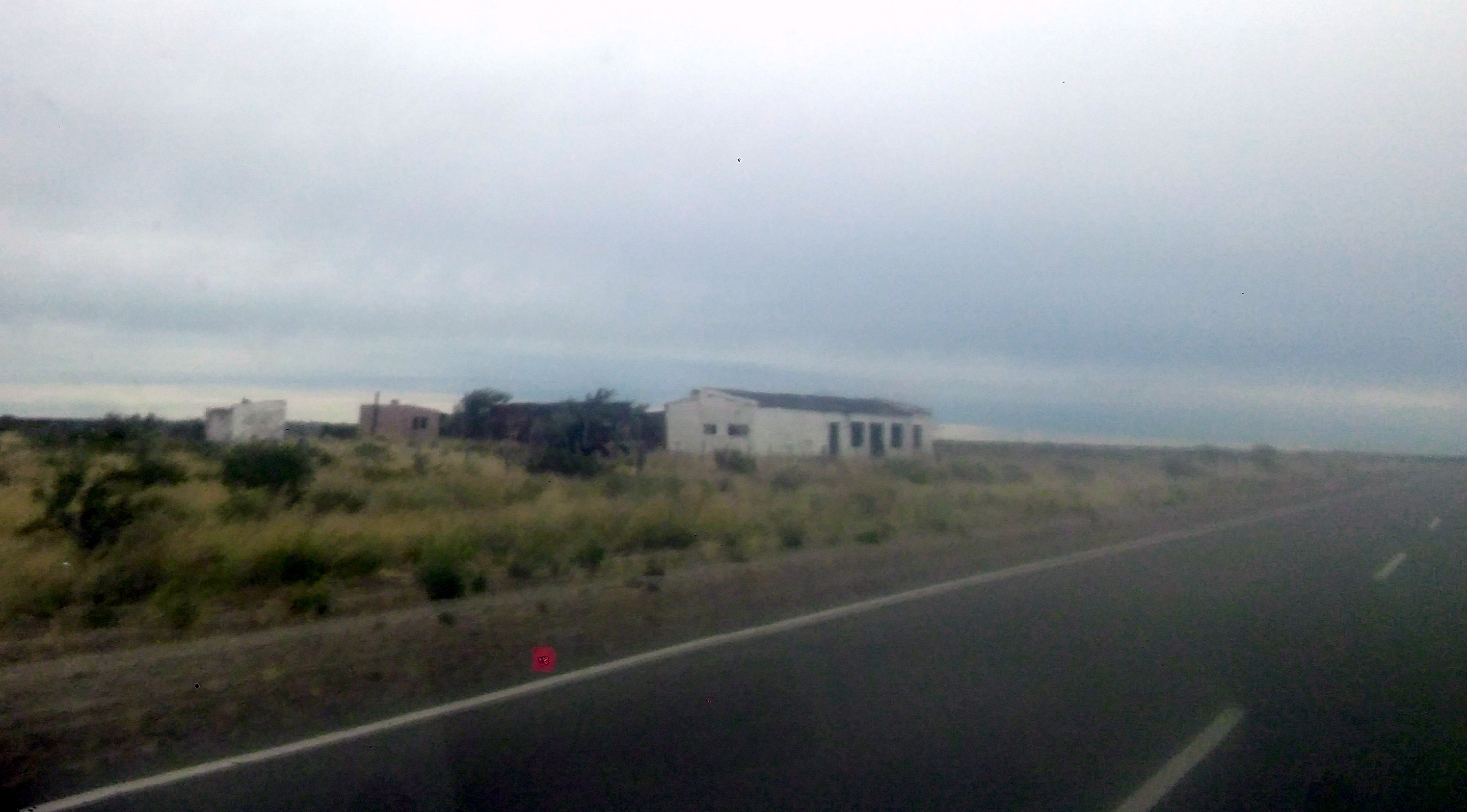
La localidad desde la ruta nacional